# Tony Scaglione
Tony Scaglione es un baterista de thrash metal y fue temporalmente el baterista de la banda Slayer, pero es conocido como uno de los fundadores de la banda Whiplash. Reemplazó al baterista de Slayer Dave Lombardo en 1986, después de que decidiera dejar la banda por malos pagos, según él. Lombardo volvió a la banda debido a que su esposa lo convenció en el año 1987. Scaglione retomó su trabajo en Whiplash, hasta su ruptura en 1998. Él es el único baterista de Slayer que no forma parte de Testament.
- Datos: Q2716916